# 9 de abril
9 de abril é o 99.º dia do ano no calendário gregoriano (100.º em anos bissextos). Faltam 266 dias para acabar o ano.

## Eventos históricos

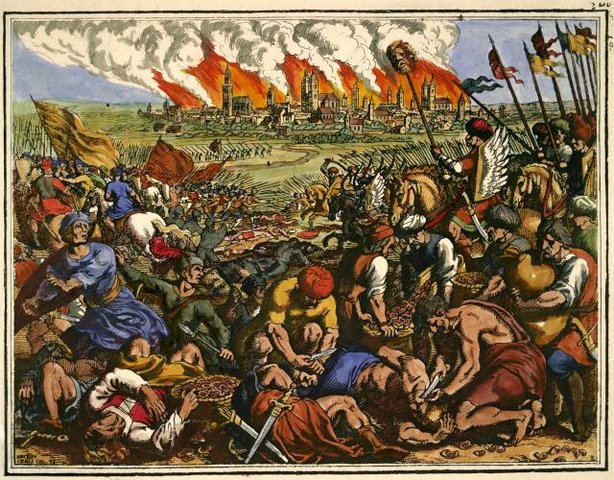
1241: Batalha de Legnica

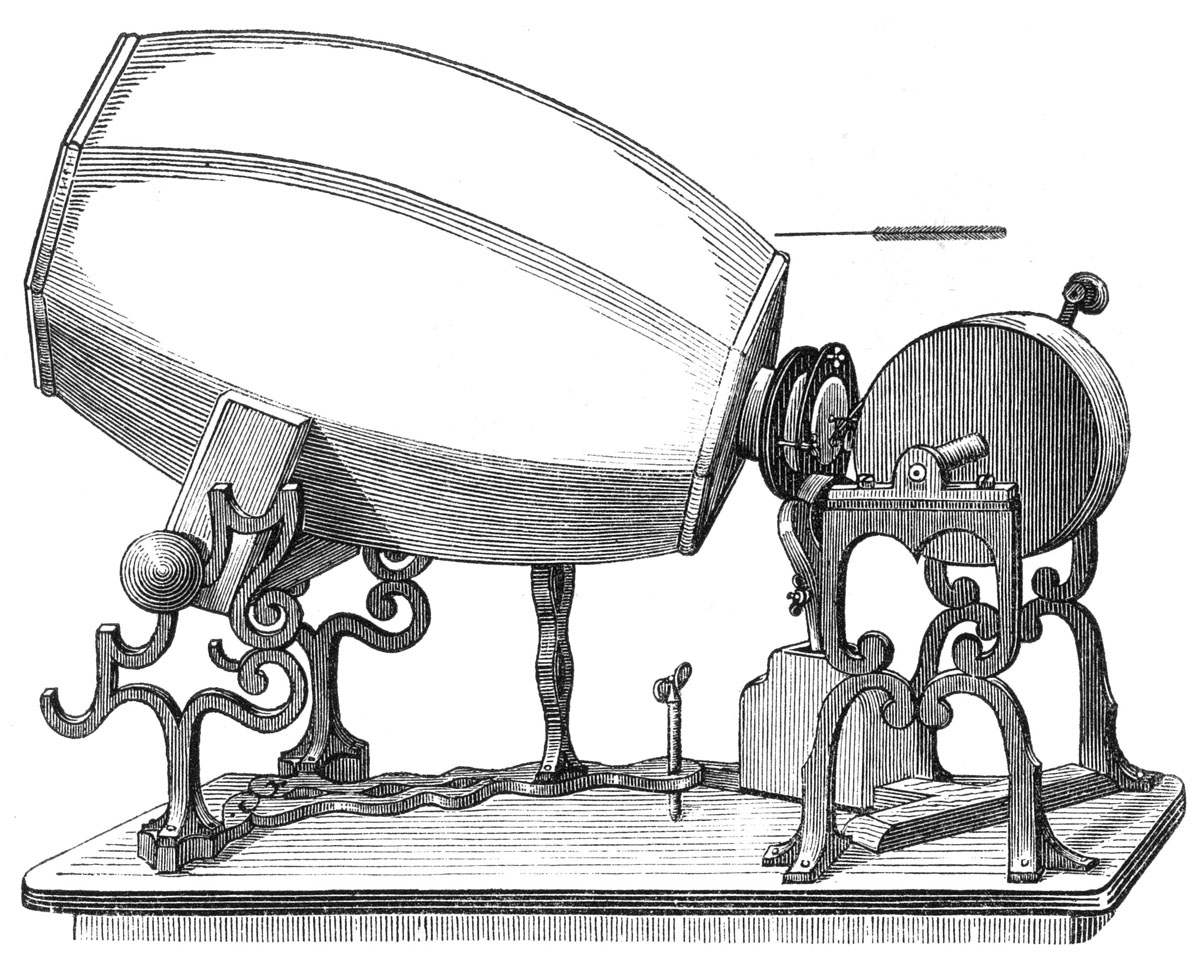
1860: O fonoautógrafo de Leon Scott

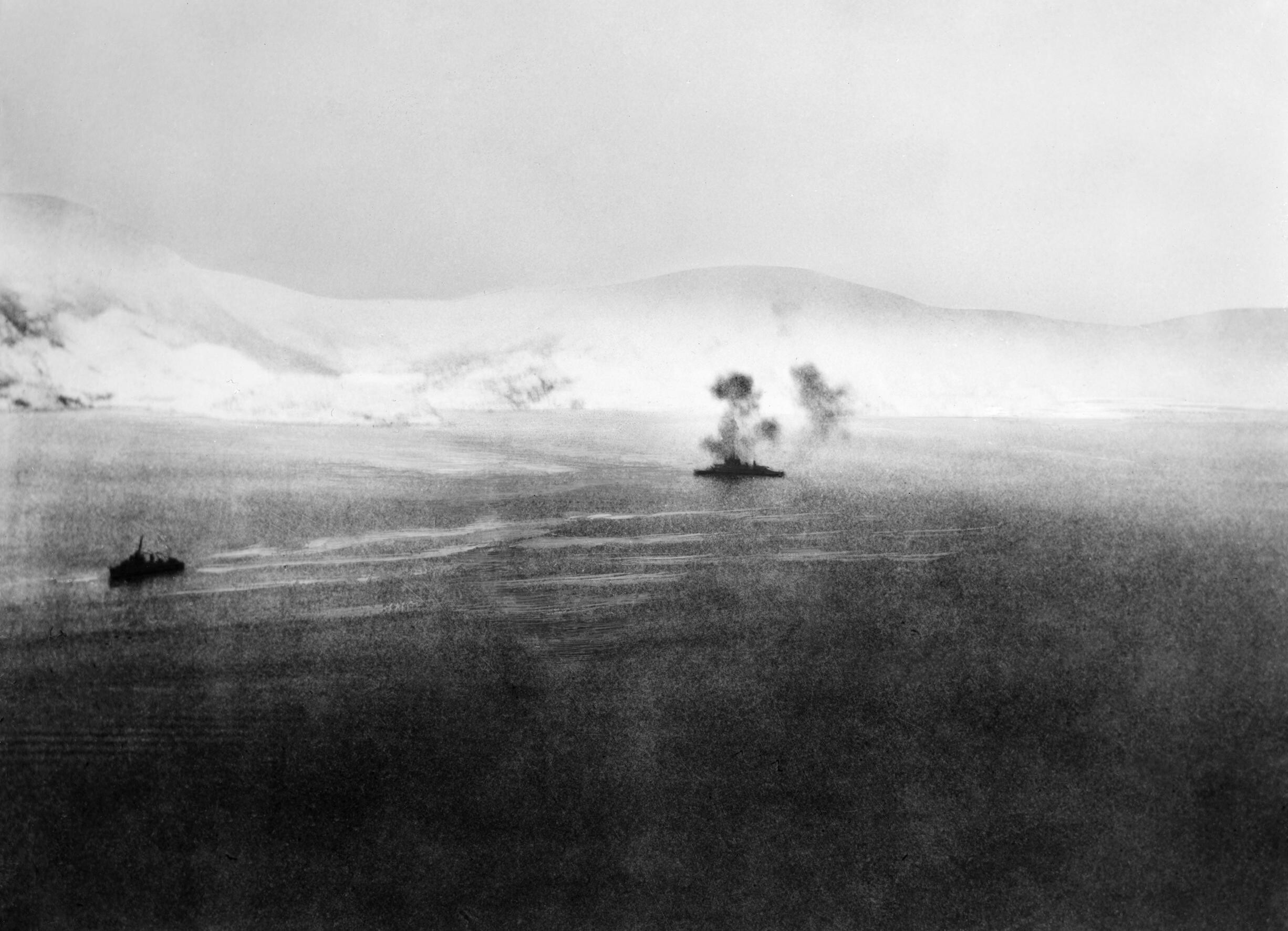
1940: Operação Weserübung

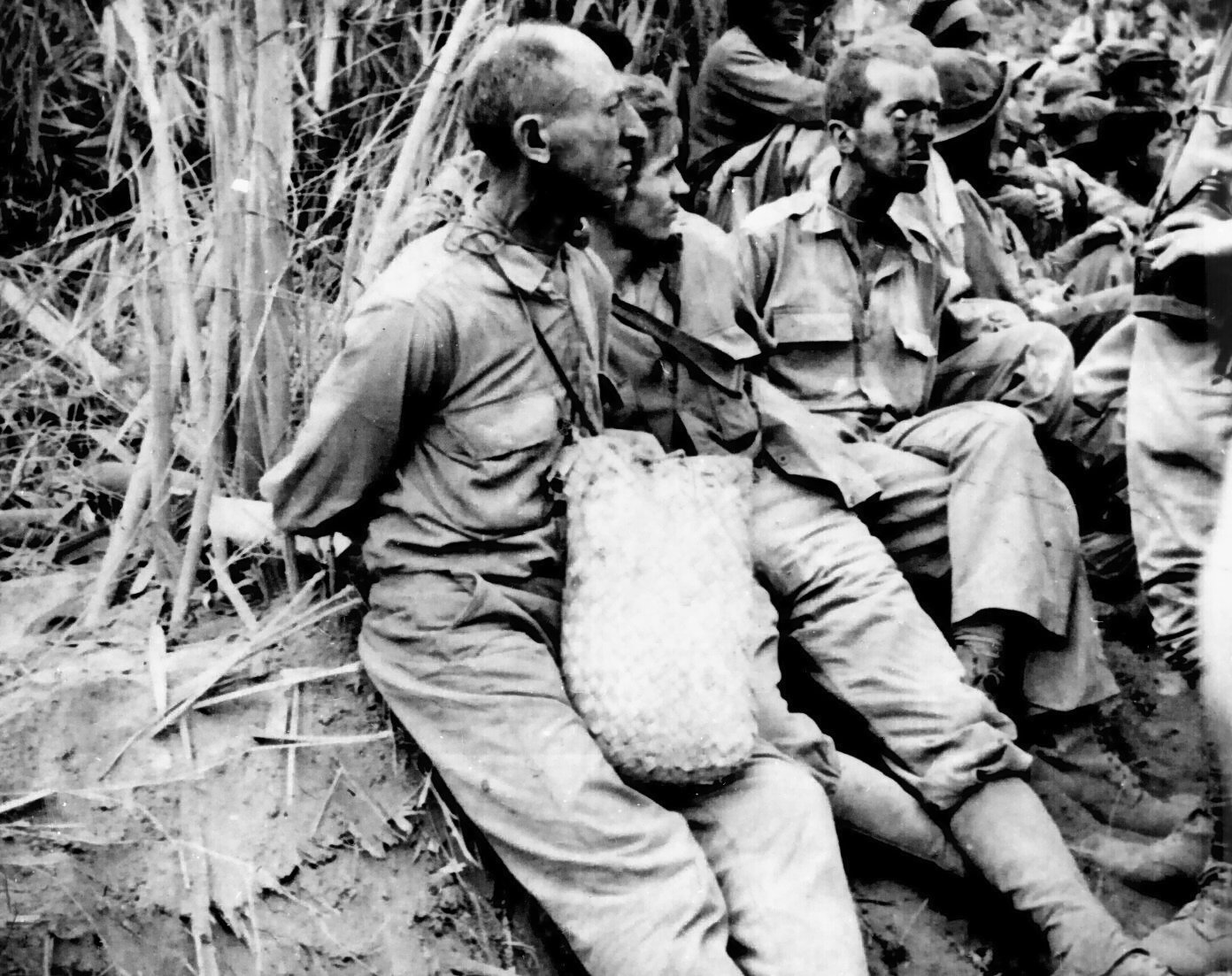
1942: Marcha da Morte de Bataan

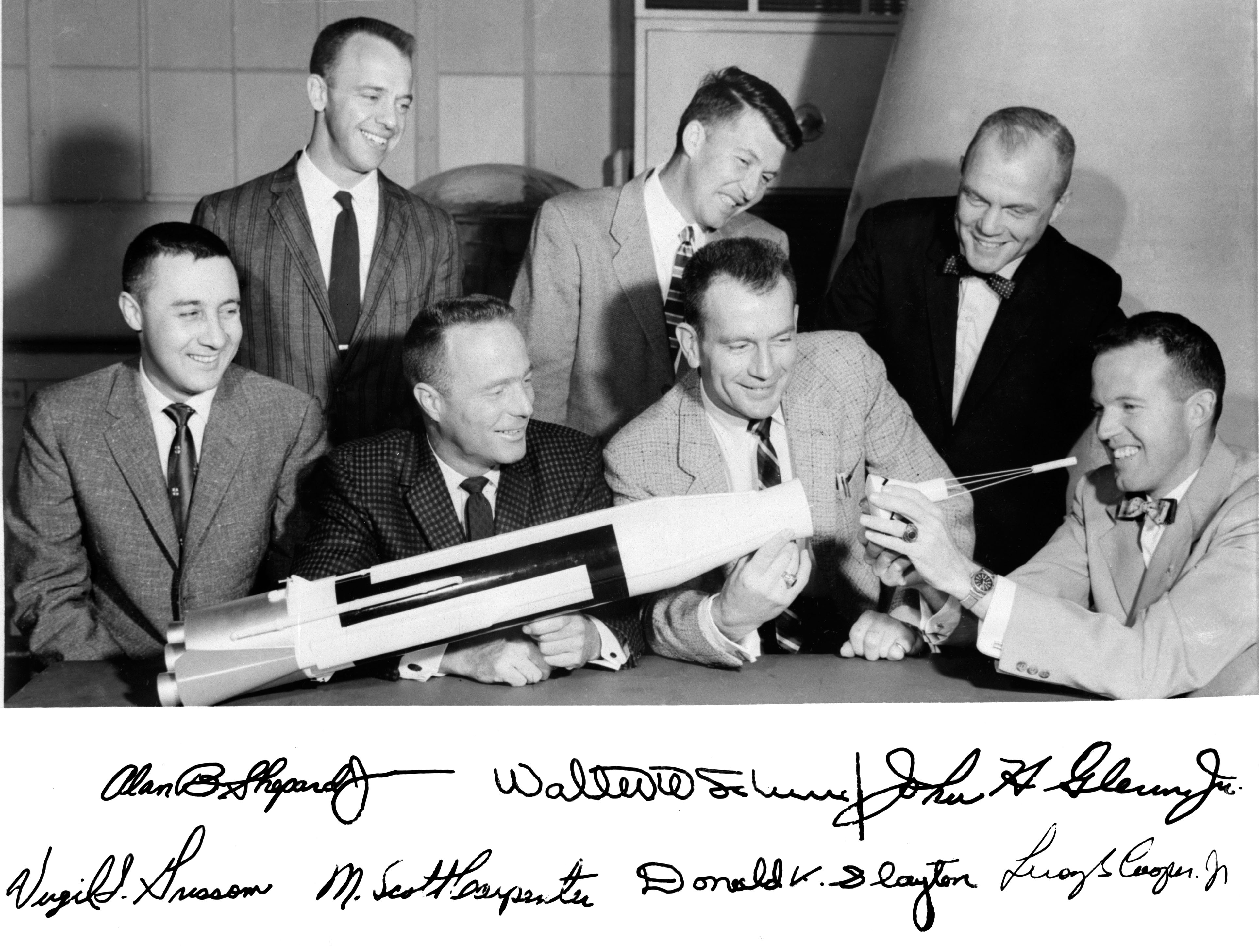
1959: O grupo dos primeiros sete astronautas selecionados pela NASA para o Projeto Mercury

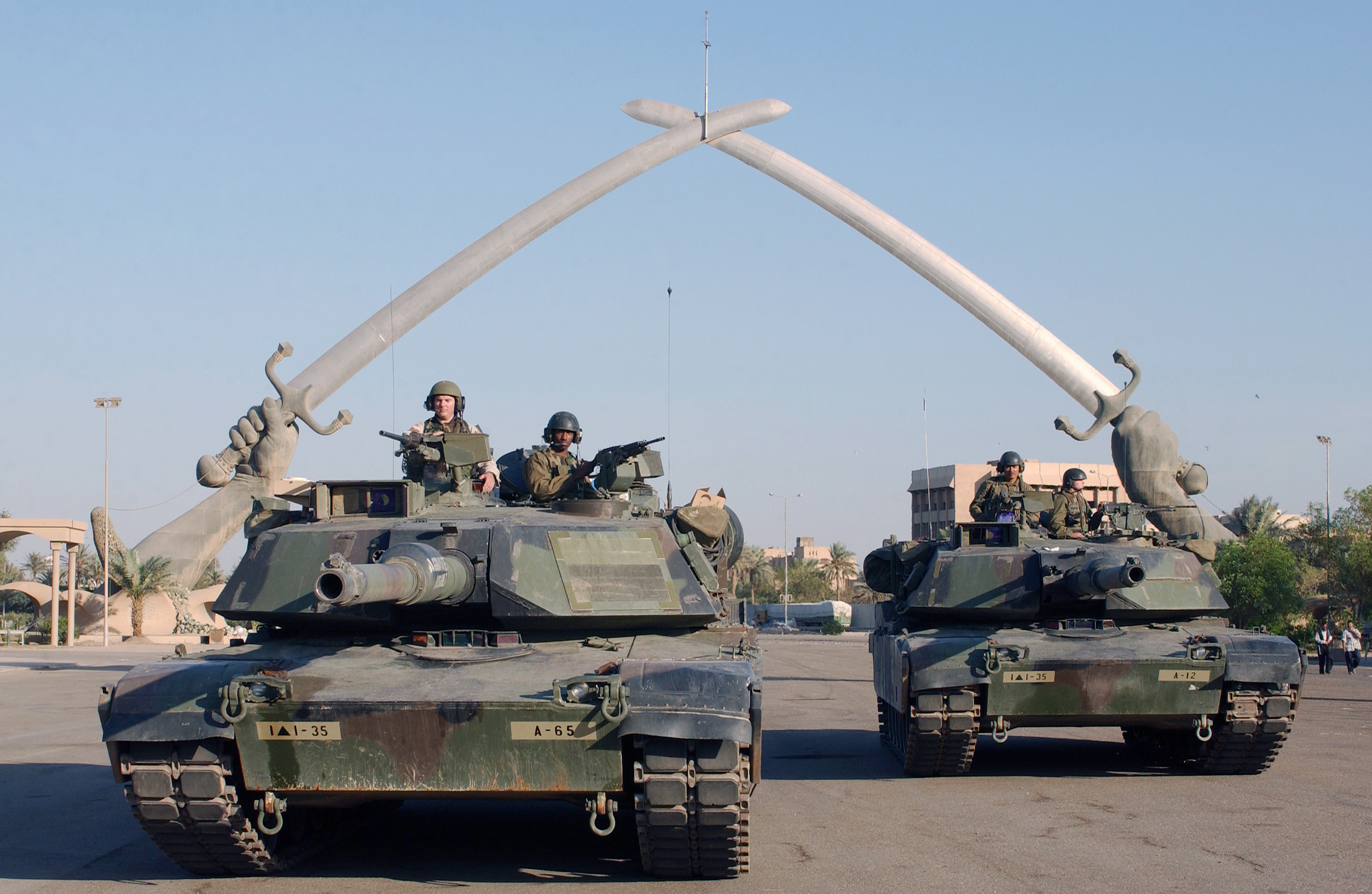
2003: Tanques dos EUA em Bagdá

- 0193 — Septímio Severo é proclamado Imperador Romano pelo exército na Ilíria, província romana nos Bálcãs.
- 0475 — O imperador romano-oriental Basilisco expede uma carta circular (Enkyklikon) para os bispos de seu império, apoiando a posição cristológica monofisista.
- 0537 — Cerco de Roma: o general romano-oriental (bizantino) Belisário recebe os reforços prometidos, 1 600 cavalheiros, a maioria de origem húngara ou eslava e arqueiros experientes. Inicia, apesar da escassez, ataques contra os acampamentos góticos e Vitige é forçado a um impasse.
- 1241 — Batalha de Legnica: forças mongóis derrotam os exércitos poloneses e alemães.
- 1288 — Invasões mongóis do Vietnã: as forças Yuan são derrotadas pelas forças Trần na Batalha de Bach Dang, no atual norte do Vietnã.[1]
- 1388 — Apesar de estar em desvantagem numérica de 16:1, as forças da Antiga Confederação Suíça são vitoriosas sobre o Arquiducado da Áustria na Batalha de Näfels.[2]
- 1454 — Assinatura do Tratado de Lodi, estabelecendo um equilíbrio de poder entre as cidades-estado do norte da Itália por quase 50 anos.[3]
- 1555 — O Cardeal Marcelo Cervini é eleito Papa com o nome de Marcelo II. O seu pontificado iria durar apenas 21 dias.
- 1609
  - Guerra dos Oitenta Anos: a Espanha e a República Neerlandesa assinam o Tratado de Antuérpia para iniciar doze anos de trégua.
  - Filipe III da Espanha emite o decreto da "Expulsão dos Mouriscos".
- 1682 — René Robert Cavelier de La Salle descobre a foz do rio Mississippi, reivindica o território para a França e o chama de Luisiana.
- 1782 — Guerra da Independência dos Estados Unidos: início da Batalha de Saintes.
- 1784 — O Tratado de Paris, ratificado pelo Congresso dos Estados Unidos em 14 de janeiro de 1784, é ratificado pelo rei Jorge III da Grã-Bretanha, encerrando a Guerra da Independência dos Estados Unidos. Cópias dos documentos ratificados são trocadas em 12 de maio de 1784.
- 1860 — Em sua máquina chamada fonoautógrafo, Leon Scott faz a mais antiga gravação conhecida de uma voz humana audível.
- 1865 — O general separatista Robert E. Lee rende-se ao legalista Ulysses S. Grant em Appomattox, pondo fim à Guerra Civil Americana.
- 1867 — Compra do Alasca: o Senado dos Estados Unidos ratifica o tratado com a Rússia para a compra do Alasca.
- 1891 — O Jornal do Brasil é fundado por Rodolfo Dantas.
- 1909 — O Congresso dos Estados Unidos aprova a Lei Tarifária Payne-Aldrich.
- 1916 — Primeira Guerra Mundial: Batalha de Verdun: tropas alemãs lançam a terceira ofensiva na batalha.
- 1917 — Primeira Guerra Mundial: Batalha de Arras: a batalha começa com o Corpo Canadense realizando um ataque maciço à serra de Vimy.
- 1918
  - Primeira Guerra Mundial: Batalha de La Lys: o Corpo Expedicionário Português é esmagado pelas forças alemãs durante o que é chamado de Ofensiva da Primavera na região belga da Flandres.
  - O Conselho Nacional da Bessarábia proclama a união com o Reino da Romênia.
- 1921 — Foram conduzidos para o Mosteiro da Batalha, Templo da Pátria, dois Soldados Desconhecidos, vindos da Flandres e da África Portuguesa, representando os gloriosos mortos enviados por Portugal para teatros de operações militares e simbolizando o sacrifício heroico do Povo Português.
- 1928 — O islamismo deixa de ser reconhecido como religião estatal na Turquia.
- 1940 — Segunda Guerra Mundial: Operação Weserübung: a Alemanha invade a Dinamarca e Noruega.
- 1941 — Fundação da Companhia Siderúrgica Nacional, pelo presidente do Brasil Getúlio Vargas, após os Acordos de Washington.
- 1942 — Segunda Guerra Mundial: Batalha de Bataan/Marcha da Morte de Bataan: as forças dos Estados Unidos se rendem na península de Bataan. A Marinha Imperial Japonesa lança um ataque aéreo sobre Trincomalee no Ceilão (Sri Lanka).
- 1945
  - Segunda Guerra Mundial: o cruzador pesado alemão Admiral Scheer é afundado pela Força Aérea Real.
  - Formada a Comissão de Energia Atômica dos Estados Unidos.
- 1947 — Adotada a Resolução 22 do Conselho de Segurança das Nações Unidas relativa ao Incidente no Canal de Corfu.
- 1948
  - O assassinato de Jorge Eliécer Gaitán provoca uma revolta violenta em Bogotá (o Bogotazo), e mais dez anos de violência na Colômbia conhecido como La violencia.
  - Combatentes do Irgun e do grupo paramilitar sionista Lehi atacam Deir Yassin, perto de Jerusalém, matando mais de 100 civis palestinos desarmados.
- 1952
  - O governo de Hugo Ballivián é derrubado pela Revolução Nacional da Bolívia, iniciando um período de reforma agrária, sufrágio universal e nacionalização das minas de estanho.
  - O voo 301 da Japan Airlines cai no Monte Mihara, Izu Ōshima, Japão, matando 37 pessoas.[4]
- 1957 — O Canal de Suez no Egito é liberado e aberto ao transporte após a Crise de Suez.
- 1959 — Projeto Mercury: a NASA anuncia a seleção dos primeiros sete astronautas dos Estados Unidos, os quais os meios de comunicação rapidamente passaram a chamar de "Mercury Seven".
- 1960 — Dr. Hendrik Verwoerd, primeiro-ministro da África do Sul e arquiteto do apartheid, sobrevive por pouco a uma tentativa de assassinato por um fazendeiro branco, David Pratt, em Joanesburgo.
- 1964
  - Começo da vigência do Ato Institucional 1 (AI-1) na ditadura militar brasileira.
  - Soldados e Policiais Militares invadem a Universidade de Brasília.
- 1967 — O primeiro Boeing 737 (uma série de 100) faz seu voo inaugural.
- 1969 — O avião supersônico britânico Concorde 002 termina com êxito seu voo de teste.
- 1980 — O regime iraquiano de Saddam Hussein mata o filósofo Muhammad Baqir al-Sadr e sua irmã após três dias de tortura.
- 1981 — O submarino nuclear USS George Washington, da Marinha dos Estados Unidos, colide acidentalmente com o Nissho Maru, um navio de carga japonês, afundando-o e matando dois marinheiros japoneses.
- 1989 — Massacre de Tiblíssi: uma manifestação pacífica antissoviética e greve de fome em Tiblíssi, exigindo a restauração da independência da Geórgia, é dispersada pelo exército soviético, resultando em 20 mortes e centenas de feridos.
- 1990 — Um Embraer EMB 120 Brasília colide no ar com um Cessna 172 sobre Gadsden, Alabama, matando os dois ocupantes do Cessna.
- 1991 — Dissolução da União Soviética: A Geórgia declara-se independente da União Soviética.
- 1992 — Um tribunal federal dos Estados Unidos julga o ex-presidente panamenho Manuel Noriega culpado por posse de drogas e extorsão. É condenado a 30 anos de prisão.
- 1994 — Programa do ônibus espacial: O ônibus espacial Endeavour é lançado na STS-59.
- 2000 — Um menino de seis anos foi morto por quatro leões durante um espetáculo em um circo, na cidade de Jaboatão dos Guararapes, em Pernambuco, Brasil.
- 2003 — Guerra do Iraque: Bagdá cai para as forças americanas.
- 2017 — Acontecem os atentados no Domingo de Ramos em igrejas coptas em Tanta e Alexandria.

## Nascimentos

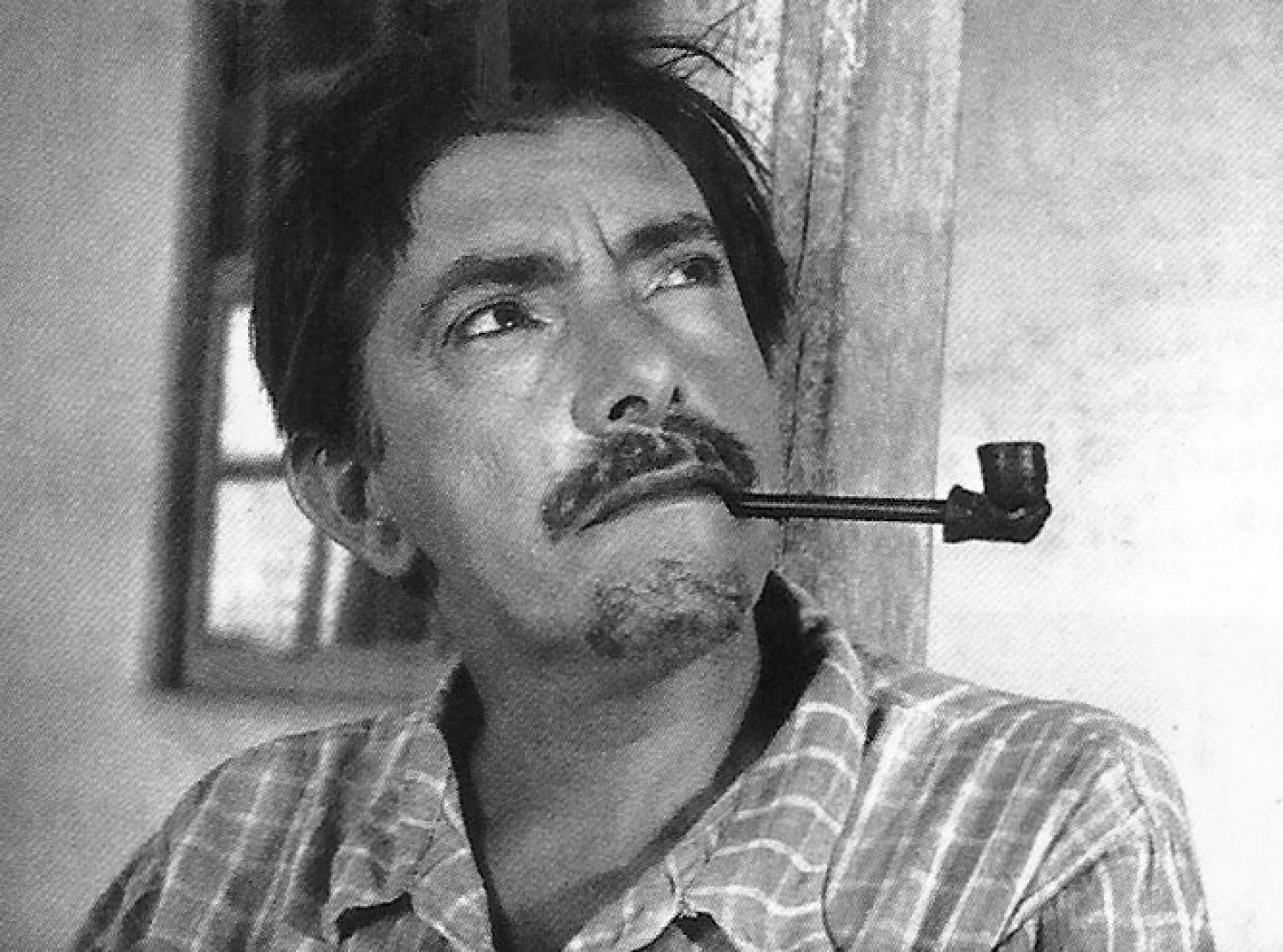
Amácio Mazzaropi

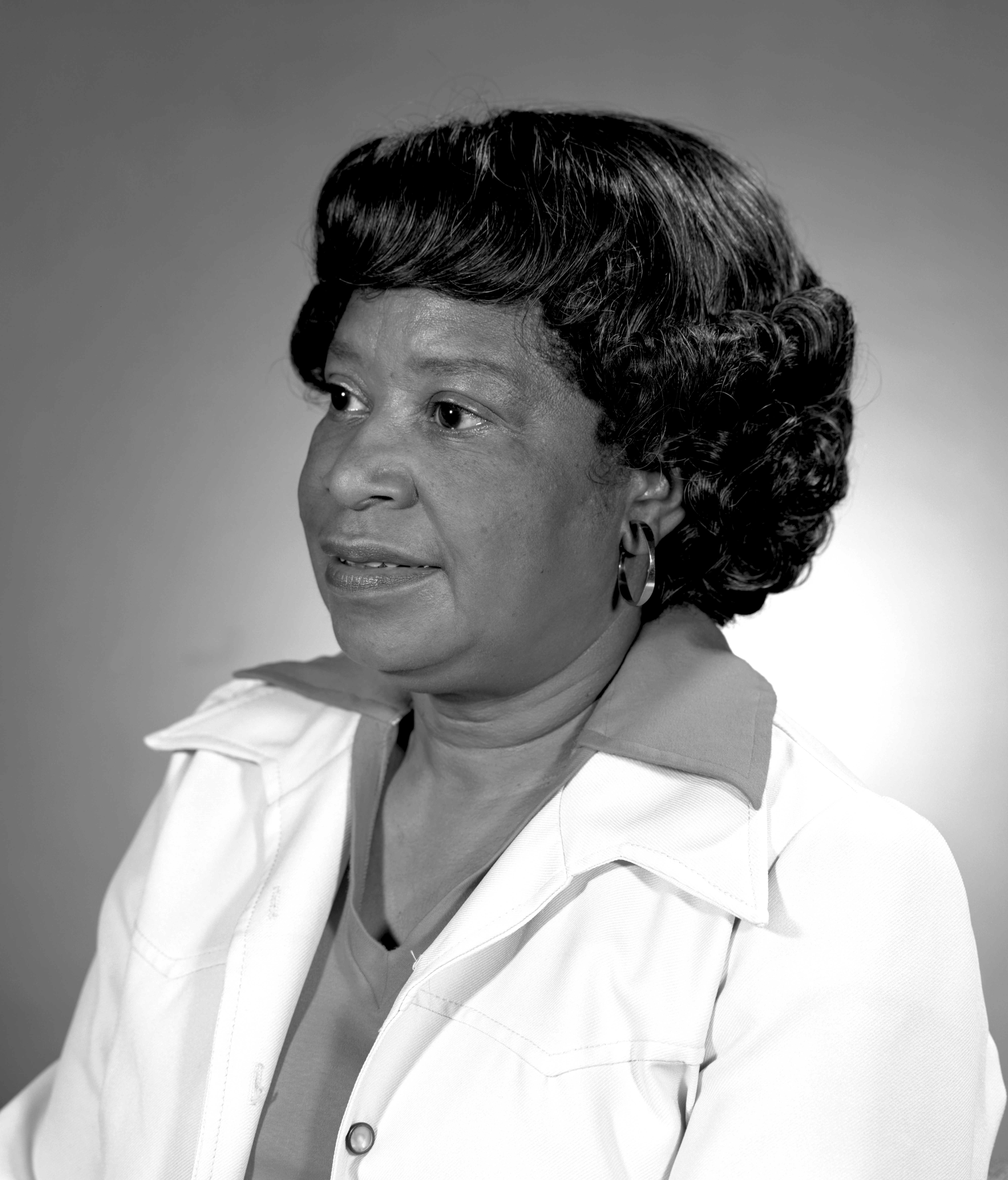
Mary Jackson

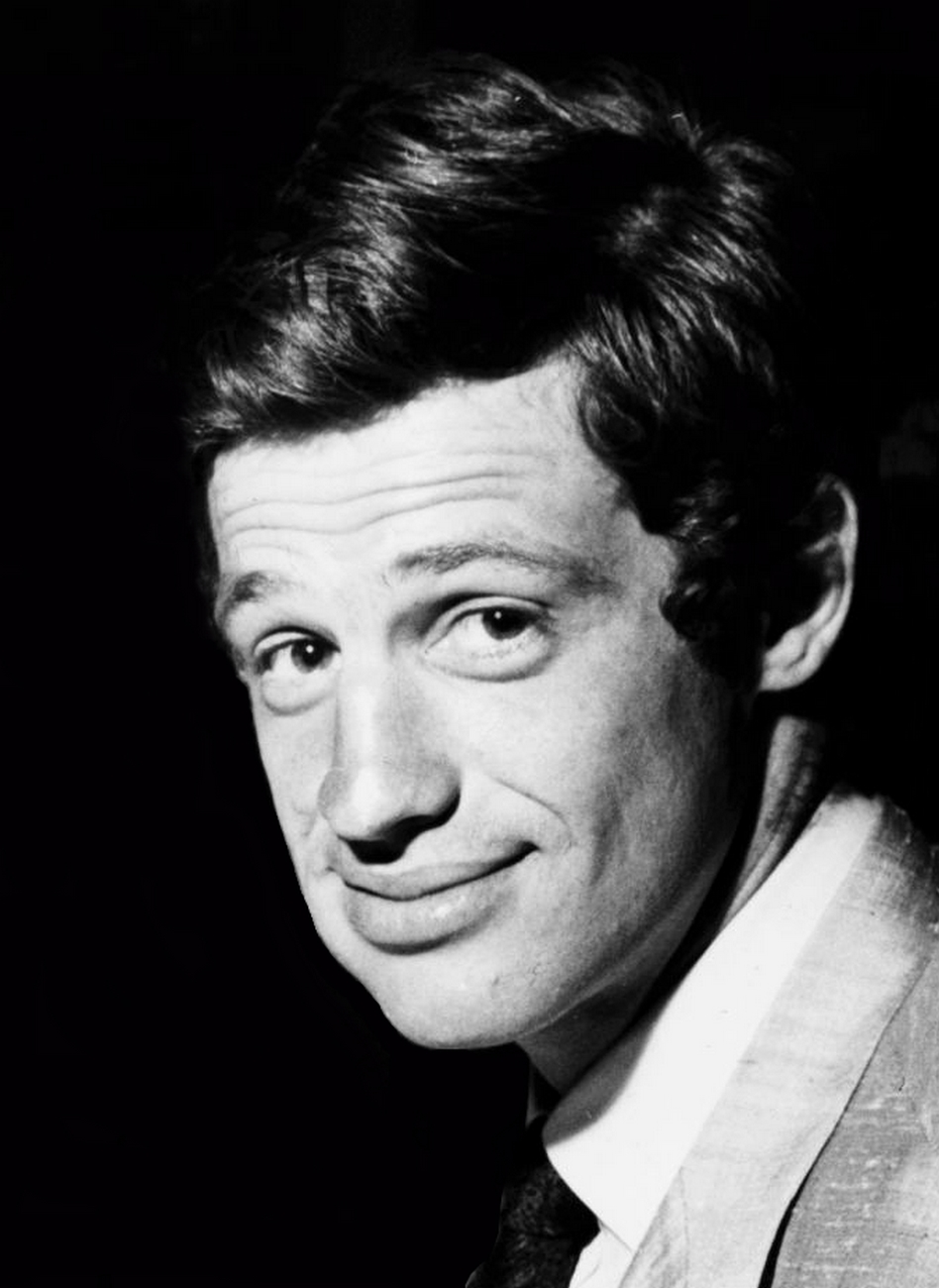
Jean-Paul Belmondo

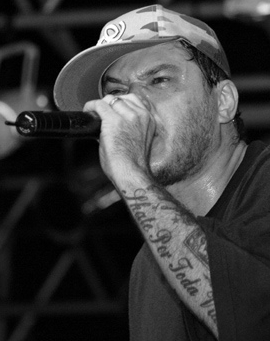
Chorão

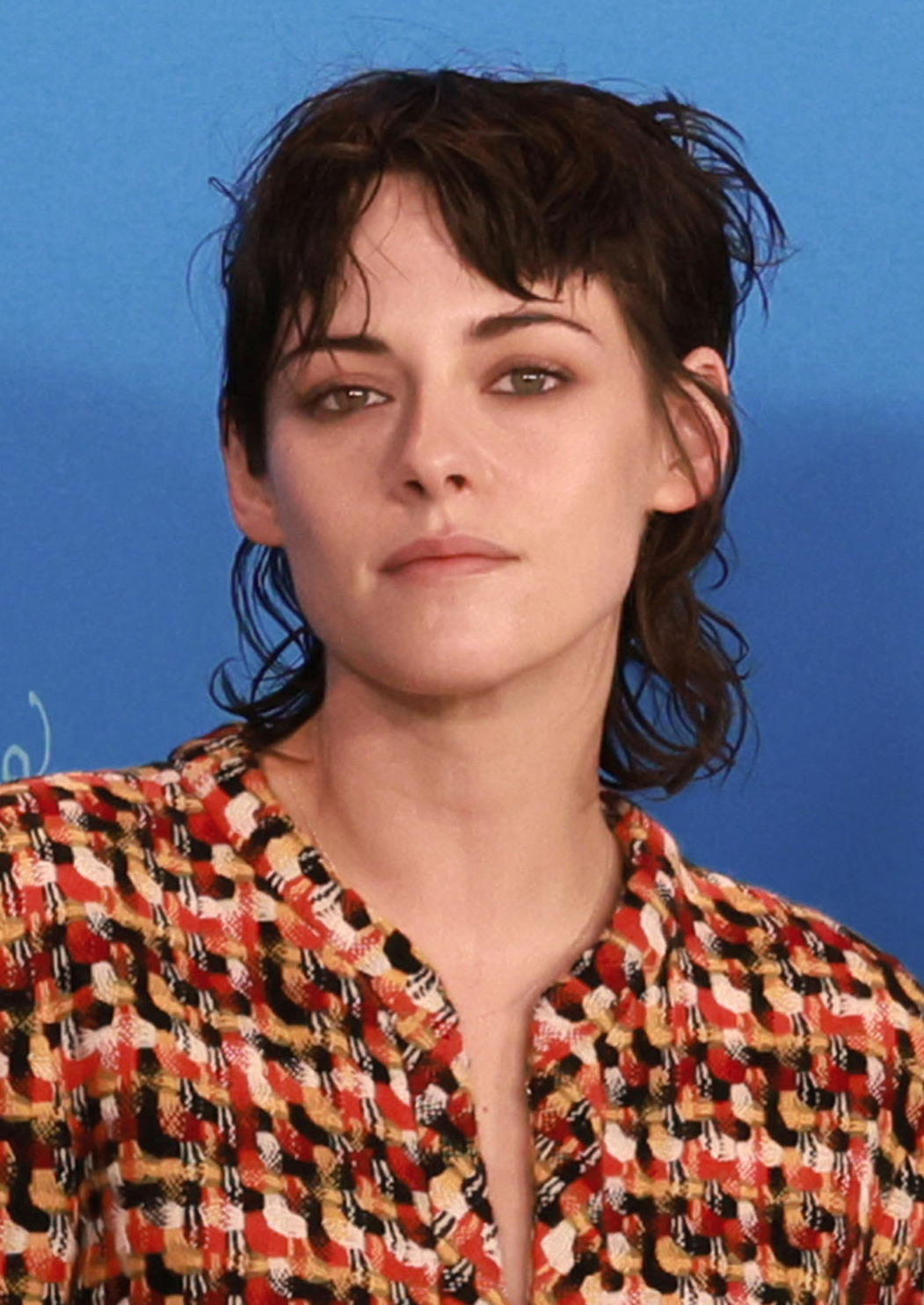
Kristen Stewart

### Anteriores ao século XIX
- 1283 — Margarida da Escócia (m. 1290).
- 1498 — João de Lorena, cardeal francês (m. 1550).
- 1598 — Johann Crüger, compositor e teórico alemão (m. 1662).
- 1618 — Agustín Moreto, religioso e dramaturgo espanhol (m. 1669).
- 1624 — Henrik Ruse, engenheiro militar neerlandês (m. 1679).
- 1627 — Johann Caspar Kerll, organista e compositor alemão (m. 1693).
- 1634 — Albertina Inês de Orange-Nassau, princesa de Orange (m. 1696).
- 1648 — Henri de Massue, soldado e diplomata francês (m. 1720).
- 1649 — Jaime Scott, 1.º Duque de Monmouth, general e político inglês (m. 1685).
- 1654 — Samuel Fritz, missionário jesuíta tcheco (m. 1795).
- 1691 — Johann Matthias Gesner, erudito e acadêmico alemão (m. 1761).
- 1759 — Carlos da Cunha e Meneses, religioso português (m. 1825).
- 1770 — Thomas Johann Seebeck, físico e acadêmico alemão (m. 1831).
- 1774 — Rafael de Riego, militar e político espanhol (m. 1823).
- 1794 — Søren Christian Sommerfelt, botânico norueguês (m. 1838)

### Século XIX
- 1802 — Elias Lönnrot, médico e filólogo finlandês (m. 1884).
- 1806 — Isambard Kingdom Brunel, engenheiro britânico (m. 1859).
- 1821 — Charles Baudelaire, poeta e crítico francês (m. 1867).
- 1830 — Eadweard Muybridge, fotógrafo e cinegrafista britânico (m. 1904).
- 1835 — Leopoldo II da Bélgica (m. 1909).
- 1848 — Ezequiel Moreno y Díaz, sacerdote e santo espanhol (m. 1906).
- 1855 — Josef Hellmesberger Jr., maestro, violinista e compositor austríaco (m. 1907).
- 1860 — Emily Hobhouse, enfermeira e ativista britânica (m. 1926).
- 1865
  - Abade de Baçal, arqueólogo e historiador português (m. 1947).
  - Erich Ludendorff, general e político alemão (m. 1937).
  - Charles Proteus Steinmetz, matemático e engenheiro polonês-americano (m. 1923).
- 1867
  - John Christian Watson, jornalista e político chileno-australiano (m. 1941).
  - Charles Winckler, atleta dinamarquês (m. 1932).
- 1872 — Léon Blum, advogado e político francês (m. 1950).
- 1875 — Jacques Futrelle, jornalista e escritor norte-americano (m. 1912).
- 1882 — Frederico Francisco IV de Mecklemburgo-Schwerin (m. 1945).
- 1888 — Pius Font i Quer, botânico espanhol (m. 1964).
- 1893 — Charles Ephraim Burchfield, pintor americano (m. 1967).
- 1894
  - Gerhard Schmidhuber, militar alemão (m. 1945).
  - Keiji Shibazaki, militar japonês (m. 1943).
- 1895 — Michel Simon, ator suíço-francês (m. 1975).
- 1898 — Paul Robeson, cantor, ator e ativista americano (m. 1976).
- 1900 — Allen Jenkins, ator e cantor norte-americano (m. 1974).

### Século XX

#### 1901–1950
- 1902 — Théodore Monod, explorador e estudioso francês (m. 2000).
- 1903 — Gregory Goodwin Pincus, biólogo e pesquisador norte-americano (m. 1967)
- 1905 — J. William Fulbright, advogado e político americano (m. 1995).
- 1906
  - Rafaela Aparicio, atriz espanhola (m. 1996).
  - Antal Doráti, maestro e compositor húngaro-americano (m. 1988).
  - Victor Vasarely, pintor húngaro-francês (m. 1997).
  - Hugh Gaitskell, político britânico (m. 1963).
- 1910
  - Nouhak Phoumsavanh, político laosiano (m. 2008).
  - Kazimierz Lis, futebolista polonês (m. 1988).
- 1911 — Júlio Rocha Xavier, político brasileiro (m. 1994).
- 1912 — Amácio Mazzaropi, ator, diretor e comediante brasileiro (m. 1981).
- 1916 — Elliot Handler, inventor e empresário norte-americano (m. 2011).
- 1918 — Jørn Utzon, arquiteto dinamarquês (m. 2008).
- 1919
  - John Presper Eckert, engenheiro americano (m. 1995).
  - Sérgio Bernardes, arquiteto brasileiro (m. 2002).
- 1920 — Roberto Silva, cantor e compositor brasileiro (m. 2012).
- 1921
  - Mary Jackson, matemática e engenheira aeroespacial americana (m. 2005).
  - Jean-Marie Balestre, dirigente esportivo francês (m. 2008).
  - Isaac Navón, político, escritor e dramaturgo israelense (m. 2015).
- 1922
  - Carl Amery, escritor e ativista alemão (m. 2005).
  - Johnny Thomson, automobilista norte-americano (m. 1960).
- 1923 — Bruno Kiefer, compositor, musicólogo e crítico musical teuto-brasileiro (m. 1987).
- 1924 — Joseph Nérette, político haitiano (m. 2007).
- 1925
  - Acácio Rodrigues Alves, bispo brasileiro (m. 2010).
  - Frank Borghi, futebolista norte-americano (m. 2015).
- 1926 — Hugh Hefner, editor americano (m. 2017).
- 1927 — Antônio Lopes de Sá, escritor e contador brasileiro (m. 2010).
- 1928
  - Paul Arizin, jogador de basquete americano (m. 2006).
  - Tom Lehrer, cantor, compositor, pianista e matemático americano.
- 1929
  - Paule Marshall, escritor e acadêmico americano (m. 2019).
  - Lúcio Lara, professor e político angolano (m. 2016).
- 1930 — Frank Albert Cotton, químico e acadêmico americano (m. 2007).
- 1931 — Heisuke Hironaka, matemático japonês.
- 1932 — Carl Perkins, cantor, compositor e guitarrista norte-americano (m. 1998).
- 1933
  - Jean-Paul Belmondo, ator e produtor francês (m. 2021).
  - René Burri, fotógrafo e jornalista suíço (m. 2014).
  - Gian Maria Volonté, ator italiano (m. 1994).
- 1934 — Bill Birch, agrimensor e político neozelandês.
- 1935
  - Roberto Muylaert, jornalista brasileiro.
  - Josef Fritzl, criminoso austríaco.
- 1936 — Valerie Solanas, escritora americana (m. 1988).
- 1937 — Valerie Singleton, apresentadora de televisão e rádio britânica.
- 1938 — Viktor Chernomyrdin, empresário e político russo (m. 2010).
- 1939 — Michael Learned, atriz norte-americana.
- 1940
  - Károly Fatér, futebolista húngaro (m. 2020).
  - Ernesto Cavour, músico boliviano (m. 2022).
- 1942
  - Adriano Correia de Oliveira, cantor português (m. 1982).
  - Brandon deWilde, ator norte-americano (m. 1972).
  - Mario Terán, militar boliviano (m. 2022).
- 1943 — David Cardoso, ator brasileiro.
- 1944 — Leila Khaled, política palestina.
- 1945 — Steve Gadd, baterista e percussionista americano.
- 1946
  - Romildo Magalhães, político brasileiro (m. 2024).
  - Manuel José de Jesus, treinador de futebol português.
- 1948
  - Patty Pravo, cantora italiana.
  - António Bagão Félix, político português.
  - Bernard-Marie Koltès, dramaturgo francês (m. 1989).
- 1949 — Philippe Sansonetti, microbiologista francês.

#### 1951–2000
- 1951
  - Carlos Quintas, ator e cantor português.
  - Maria Nichiforov, ex-canoísta romena.
- 1952
  - Tania Tsanaklidou, atriz e cantora grega.
  - Pierre Rehov, cineasta, escritor e jornalista francês.
  - Eli Corrêa, radialista e político brasileiro.
- 1953
  - Dominique Perrault, arquiteto e urbanista francês.
  - Stephen Paddock, assassino em massa americano (m. 2017).
  - Yvon Bertin, ex-ciclista francês.
- 1954
  - Joyce Pascowitch, jornalista brasileira.
  - Dennis Quaid, ator norte-americano.
- 1955 — Nobuko de Mikasa, princesa japonesa.
- 1956 — Miguel Ángel Russo, ex-futebolista e treinador de futebol argentino.
- 1957
  - Severiano Ballesteros, golfista espanhol (m. 2011).
  - Philippe Riboud, ex-esgrimista francês.
  - Marta Volpiani, atriz e dubladora brasileira.
  - Jacques Pellen, músico francês (m. 2020).
- 1958 — Víctor Diogo, ex-futebolista uruguaio.
- 1959 — Adriano Luz, ator e encenador português.
- 1960 — Isabel Coixet, diretora de cinema espanhola.
- 1961 — Perry Benson, ator britânico.
- 1962
  - Jeff Turner, ex-jogador de basquete, treinador e comentarista esportivo americano.
  - Mircea Rednic, ex-futebolista e treinador de futebol romeno.
- 1963 — Marc Jacobs, estilista americano-francês.
- 1964
  - Juliet Cuthbert, ex-velocista jamaicana.
  - Mario Pinedo, ex-futebolista boliviano.
  - Robert Zabica, ex-futebolista australiano.
- 1965
  - Jeff Zucker, empresário americano.
  - Mark Pellegrino, ator norte-americano.
  - Paulina Porizkova, modelo e atriz sueco-americana.
- 1966
  - Cynthia Nixon, atriz norte-americana.
  - Thomas Doll, ex-futebolista e treinador de futebol alemão.
- 1967 — Sam Harris, escritor, filósofo e neurocientista americano.
- 1970
  - Chorão, cantor e compositor brasileiro (m. 2013).
  - Nuno Marques, ex-tenista português.
- 1971
  - Jacques Villeneuve, ex-automobilista canadense.
  - Omar Asad, ex-futebolista e treinador de futebol argentino.
- 1972 — Néstor Isasi, ex-futebolista paraguaio.
- 1973
  - Bart Goor, ex-futebolista belga.
  - Charles-Édouard Coridon, ex-futebolista martinicano.
- 1974 — Jenna Jameson, atriz e performer pornográfica americana.
- 1975 — Robbie Fowler, ex-futebolista e treinador de futebol britânico.
- 1976 — Serena Auñón-Chancellor, médica, engenheira e astronauta norte-americana.
- 1977
  - Magrão, ex-futebolista brasileiro.
  - Gerard Way, cantor, compositor e escritor de quadrinhos norte-americano.
- 1978
  - Jorge Andrade, ex-futebolista português.
  - Rachel Stevens, cantora, compositora, dançarina e atriz britânica.
  - Dmitriy Byakov, ex-futebolista cazaque.
- 1979
  - Ben Silverstone, ator e barrister inglês.
  - Keshia Knight Pulliam, atriz americana.
  - Ryan Cox, ciclista sul-africano (m. 2007).
- 1980
  - Albert Hammond Jr., cantor, compositor e guitarrista americano.
  - Jerko Leko, ex-futebolista croata.
  - Zoleka Mandela, escritora e ativista sul-africana (m. 2023).
  - Isabelle Severino, ex-ginasta e atriz francesa.
  - Luciano Galletti, ex-futebolista argentino.
- 1981
  - Arlen Escarpeta, ator belizenho.
  - Dominik Meffert, ex-tenista alemão.
- 1982
  - Kathleen Munroe, atriz canadense-americana.
  - Júnior César, ex-futebolista brasileiro.
  - Campira, ex-futebolista moçambicano.
  - Fabiana Beltrame, remadora brasileira.
  - Carlos Hernández Valverde, futebolista costarriquenho.
  - Jay Baruchel, ator canadense.
- 1983
  - Lukáš Dlouhý, ex-tenista tcheco.
  - Ken Skupski, ex-tenista britânico.
  - Omar Daoud, futebolista líbio (m. 2018).
- 1984
  - Habiba Ghribi, corredora tunisiana.
  - Gilvan Gomes, ex-futebolista brasileiro.
  - Benjamin Onwuachi, ex-futebolista nigeriano.
- 1985
  - Antonio Nocerino, ex-futebolista italiano.
  - David Robertson, jogador de beisebol americano.
  - Christian Noboa, futebolista equatoriano.
  - Tim Bendzko, cantor e compositor alemão.
  - Marcin Kowalczyk, ex-futebolista polonês.
  - Emmanouil Mylonakis, ex-jogador de polo aquático grego.
- 1986
  - Mike Hart, jogador de futebol americano estadunidense.
  - Leighton Meester, atriz norte-americana.
- 1987
  - Jesse McCartney, cantor, compositor e ator estadunidense.
  - Jazmine Sullivan, cantora e compositora americana.
  - Evander Sno, ex-futebolista neerlandês.
  - Kassim Abdallah, futebolista franco-comorense.
  - Verónica Boquete, futebolista espanhola.
  - Mano, ex-futebolista português.
  - Blaise Matuidi, ex-futebolista francês.
  - Rômulo Arantes Neto, ator brasileiro.
  - Craig Mabbitt, cantor norte-americano.
- 1988
  - Rodrigo Rojas, futebolista paraguaio.
  - Rafael Grampola, futebolista brasileiro.
  - Erton Fejzullahu, ex-futebolista sueco.
- 1989
  - Aderllan Santos, futebolista brasileiro.
  - Bianca Belair, lutadora de luta livre profissional americana.
- 1990
  - Kristen Stewart, atriz estadunidense.
  - Mariah de Moraes, atriz brasileira.
- 1991
  - Gai Assulin, ex-futebolista israelense.
  - Ryan Kelly, jogador de basquete americano.
  - Marine Vacth, atriz e modelo francesa.
  - Axel Pons, motociclista espanhol.
  - Darlan Romani, atleta brasileiro.
- 1992 — Fernando Aristeguieta, ex-futebolista venezuelano.
- 1994
  - Joey Pollari, ator estadunidense.
  - Rosamaria Montibeller, jogadora de vôlei brasileira.
- 1995 — Robert Bauer, futebolista teuto-cazaquistanês.
- 1996
  - Emerson Hyndman, futebolista estadunidense.
  - Giovani Lo Celso, futebolista argentino.
  - Alfonso Pedraza, futebolista espanhol.
- 1997 — Enock Kwateng, futebolista francês.
- 1998 — Elle Fanning, atriz estadunidense.
- 1999
  - Lil Nas X, rapper americano.
  - Isaac Hempstead Wright, ator britânico.
  - Rúben Vinagre, futebolista português.
- 2000
  - Jackie Evancho, cantora estadunidense.
  - Tiago Djaló, futebolista português.

### Século XXI
- 2002 — Fabinho, futebolista brasileiro.

## Mortes

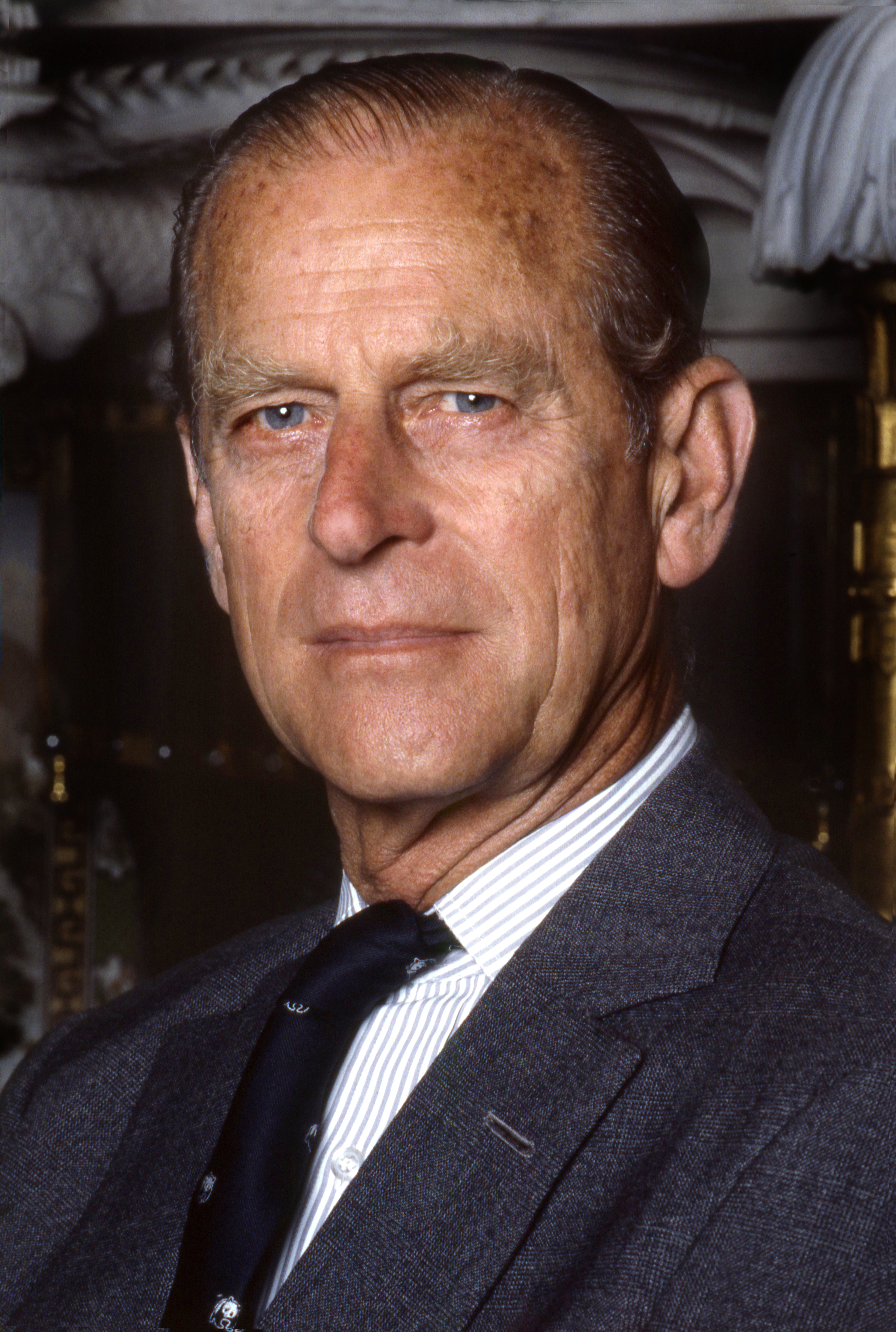
Filipe, Duque de Edimburgo

### Anteriores ao século XIX
- 0585 a.C. — Jimmu, imperador do Japão (n. 711 a.C.).
- 0491 — Zenão, imperador Bizantino (n. 425).
- 0715 — Papa Constantino (n. 665).
- 1024 — Papa Bento VIII (n. 970).
- 1137 — Guilherme X da Aquitânia (n. 1099).
- 1241 — Henrique II, o Piedoso, Grão-Duque da Polônia (n. 1196).
- 1283 — Margarida da Escócia, rainha da Noruega (n. 1261).
- 1327 — Gualtério Stewart, 6.º Alto Administrador da Escócia (n. 1296).
- 1483 — Eduardo IV da Inglaterra (n. 1442).
- 1484 — Eduardo de Middleham, príncipe de Gales (n. 1473).
- 1492 — Lourenço de Médici, estadista italiano (n. 1449).
- 1553 — François Rabelais, monge e erudito francês (n. 1494).
- 1557 — Mikael Agricola, sacerdote e erudito finlandês (n. 1510).
- 1591 — Emília da Saxônia, marquesa consorte de Brandemburgo-Ansbach (n. 1516).
- 1626 — Francis Bacon, jurista e político inglês (n. 1561).
- 1693 — Roger de Bussy-Rabutin, escritor francês (n. 1618).
- 1733 — Bartolomeu do Pilar, bispo católico português (n. 1667).
- 1754 — Christian Wolff, filósofo e acadêmico alemão (n. 1679).

### Século XIX
- 1804 — Jacques Necker, político franco-suíço (n. 1732).
- 1806 — Guilherme V, Príncipe de Orange, estatuder neerlandês (n. 1748).
- 1882 — Dante Gabriel Rossetti, poeta e pintor britânico (n. 1828).
- 1889 — Michel Eugène Chevreul, químico e acadêmico francês (n. 1786).

### Século XX
- 1904 — Isabel II de Espanha (n. 1830).
- 1933 — Sigfrid Karg-Elert, compositor alemão (n. 1877).
- 1936 — Ferdinand Tönnies, sociólogo e filósofo alemão (n. 1855).
- 1944
  - Evgenia Rudneva, tenente e aviadora ucraniana (n. 1920).
  - Celestina Catarina Faron, freira e beata polonesa (n. 1913).
- 1945
  - Dietrich Bonhoeffer, pastor e teólogo alemão (n. 1906).
  - Wilhelm Canaris, almirante alemão (n. 1887).
  - Georg Elser, carpinteiro alemão (n. 1903).
  - Hans Oster, general alemão (n. 1887).
- 1948 — Jorge Eliécer Gaitán, advogado e político colombiano (n. 1903).
- 1951 — Vilhelm Bjerknes, físico e meteorologista norueguês (n. 1862).
- 1953 — Hans Reichenbach, filósofo alemão (n. 1891).
- 1959 — Frank Lloyd Wright, arquiteto americano (n. 1867).
- 1961 — Zog I da Albânia (n. 1895).
- 1963 — Xul Solar, pintor e escultor argentino (n. 1887).
- 1976 — Phil Ochs, cantor, compositor e guitarrista americano (n. 1940).
- 1980 — Muhammad Baqir al-Sadr, clérigo e filósofo iraquiano (n. 1935).
- 1988
  - Brook Benton, cantor, compositor e ator americano (n. 1931).
  - Dave Prater, cantor americano (n. 1937).
- 1991
  - Forrest Towns, atleta e treinador americano (n. 1914).
  - Norris Bowden, patinador artístico canadense (n. 1926).
- 1993
  - Yossef Dov Halevi Soloveitchik, rabino e filósofo americano (n. 1903).
  - Lindalva Justo de Oliveira, beata brasileira (n. 1953).
- 1994 — Mestre Marçal, cantor e músico brasileiro (n. 1930).
- 1996 — Richard Condon, escritor e publicitário americano (n. 1915).
- 1999
  - Floripes Dornellas de Jesus, religiosa brasileira (n. 1913).
  - Ibrahim Baré Maïnassara, político e general nigerino (n. 1949).
- 2000 — Tony Cliff, ativista palestino (n. 1917).

### Século XXI
- 2001 — Willie Stargell, jogador e treinador de beisebol americano (n. 1940).
- 2002
  - Pat Flaherty, automobilista norte-americano (n. 1926).
  - Leopold Vietoris, soldado, matemático e acadêmico austríaco (n. 1891).
- 2003 — Jorge Oteiza, artista e escritor espanhol (n. 1908).
- 2004 — Lélia Abramo, atriz brasileira (n. 1911).
- 2005 — Andrea Dworkin, escritora norte-americana (n. 1946).
- 2007 — Dorrit Hoffleit, astrônoma e acadêmica americana (n. 1907).
- 2008
  - Flora Pereira, fadista portuguesa (n. 1929).
  - Daniela Klemenschits, tenista austríaca (n. 1982).
- 2010 — Zoltán Varga, futebolista e técnico de futebol húngaro (n. 1945).
- 2011
  - Sidney Lumet, diretor, produtor e roteirista americano (n. 1924).
  - Elpídio Reali Júnior, jornalista brasileiro (n. 1941).
- 2013 — Paolo Soleri, arquiteto ítalo-americano (n. 1919).
- 2014 — A. N. R. Robinson, político trinitário (n. 1926).
- 2015 — Alexander Dalgarno, físico e acadêmico britânico (n. 1928).
- 2016 — Will Smith, jogador de futebol americano estadunidense (n. 1981).
- 2017 — Kim Young-ae, atriz sul-coreana (n. 1951).
- 2019 — Charles van Doren, escritor e editor americano (n. 1926).
- 2020 — Phyllis Lyon, ativista e jornalista americana (n. 1925).
- 2021
  - Filipe, Duque de Edimburgo, príncipe consorte do Reino Unido (n. 1921).
  - DMX, rapper e ator americano (n. 1970).
  - Ramsey Clark, advogado americano (n. 1927).
- 2022 — Reinaldo de Oliveira, médico, escritor e teatrólogo brasileiro (n. 1930)

## Feriados e eventos cíclicos

### Brasil
- Dia Nacional do Aço
- Dia da Biblioteca
- Aniversário do Jornal do Brasil
- Aniversário do município de Alagoinha do Piauí
- Aniversário do município de Conchal
- Aniversário do município de Cubatão
- Aniversário do município de Mogi Guaçu
- Aniversário do município de Pirapozinho

### Fé Bahá'í
- Jejum de Jalál (Glória) - Primeiro dia do segundo mês do calendário Bahá'í

### Cristianismo
- Cacilda de Toledo
- Maria de Cléofas
- Máximo de Alexandria

## Outros calendários
- No calendário romano era o 5.º dia (V) antes dos Idos de abril.
- No calendário litúrgico tem a letra dominical A para o dia da semana.
- No calendário gregoriano a epacta do dia é xx.